# Vlag van oblast Saratov
De vlag van oblast Saratov is in gebruik sinds 5 september 1996. Het ontwerp is op 23 mei 2001 aangepast. De vlag heeft een wit veld met een rode baan langs de onderkant, 1/3 van de hijshoogte. Wit op de vlag symboliseert zuiverheid van gedachten, nobelheid van daden, waarachtigheid en de verheven spiritualiteit van de inwoners van de regio. Rood staat voor moed, durf, onverschrokkenheid, grootmoedigheid en liefde. Gecentreerd in het witte veld staan de wapens van de oblast, omringd door een krans van eiken- en lauriertakken. Het wapen is 1/4 van de lengte van de vlag. Op het schild staan drie sterretjes, een steursoort, in het wit op een blauw veld, die het belang van de visserij voor de regio.